# Cándido de Lasala
Cándido Francisco José de Lasala (Buenos Aires, 3 de octubre de 1770 - Buenos Aires, 16 de julio de 1807) fue un militar rioplatense que participó en la lucha contra las Invasiones Inglesas y murió en combate contra la Segunda Invasión, a fines de julio de 1807.

## Biografía

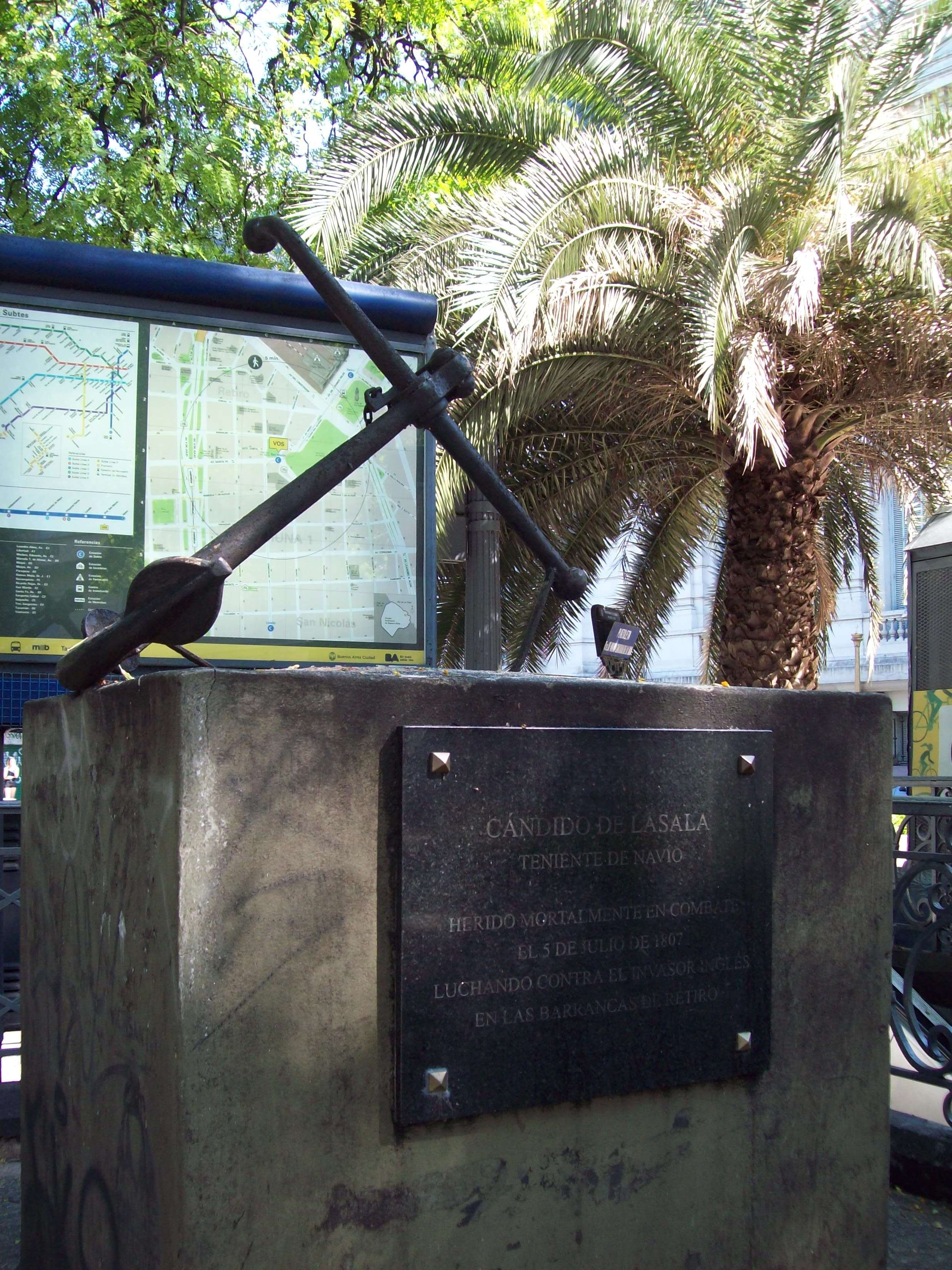
Monumento ubicado en Plaza San Martín, Buenos Aires, indicando el lugar donde Lasala cayó mortalmente herido.

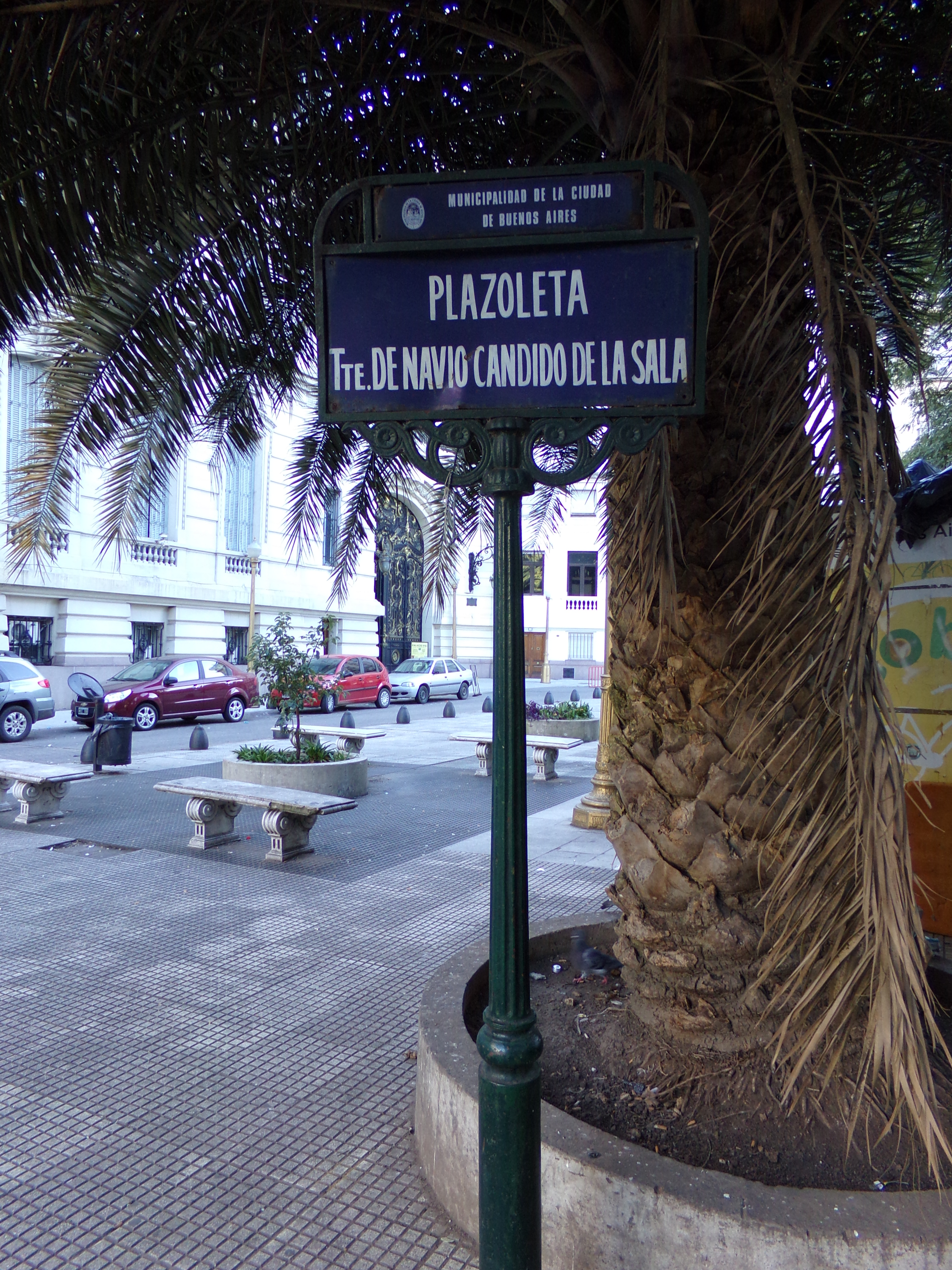
Plazoleta Cándido de Lasala en Retiro.

Nació en Buenos Aires el 3 de octubre de 1770, hijo de Juan Bautista de Lasala, militar y comerciante francés muy influyente en la época del Virreinato, y de Juana Agustina Fernández de Larrazábal, miembro de una tradicional familia criolla. 
Cursó sus estudios primarios y secundarios en España, ingresando al ejército del Rey. Más tarde se inclinó por la navegación, e ingresó a la Real Armada. Regresó en la fragata San Pío al Río de la Plata, donde esta prestaba servicios en el puerto de Montevideo, en 1790.
Ascendido a teniente de navío, participó en varias de las exploraciones que el gobierno del virreinato organizó por la costa patagónica, a órdenes del capitán Juan Gutiérrez de la Concha y de Alejandro Malaspina. Exploró la Isla de los Estados en detalle, y prestó servicios por dos años en las islas Malvinas. Entre 1793 y 1803 residió en Europa, participando en las guerras contra Francia y Gran Bretaña.
Posteriormente volvió a prestar servicios en Montevideo. Allí estaba cuando se produjo la primera de las Invasiones Inglesas, y colaboró en la formación del ejército reconquistador de Santiago de Liniers. En gran parte, se debió a Lasala el éxito en cruzar el Río de la Plata esquivando de noche a la flota británica.
Participó en la Reconquista, y su valor demostrado en combate le valió la estimación general y menciones en partes oficiales. Pasó los meses siguientes organizando el Real Cuerpo de Marina, a órdenes del coronel Gutiérrez de la Concha, del cual era el segundo jefe.
Al producirse la segunda invasión inglesa en julio de 1807, Lasala comandó una compañía de la Real Marina Española y otras de Pardos, Morenos y Patricios, que debían defender la Plaza de Toros del Retiro, actual Plaza San Martín. Dirigió la artillería local en el Retiro con eficiencia y coraje, alentando a los jóvenes reclutas. Su posición fue sometida a un intenso fuego por parte de las famosas Casacas Rojas ("Redcoats") de los ingleses, que los superaba cinco veces en número. La situación era crítica. Se habían agotado las municiones, los ingleses los tenían cercados y estaban a punto de adueñarse de la posición. 
Se decidió que saldrían del estadio, en pelotones, para alcanzar la actual Florida y sumarse a las fuerzas que se concentraban en nuestra querida Plaza de Mayo.
El primer pelotón tomó desprevenido a los sitiadores y logró escabullirse. El segundo fue diezmado por el fuego enemigo. Al salir el tercero, comandado por el bravo Lasala, fue recibido por una lluvia de proyectiles. El teniente cayó gravemente herido y sus hombres lo metieron en el estadio. Iba a ser una carnicería. Finalmente se rindieron, luego de dos horas de combate. 
El teniente Lasala falleció a consecuencia de sus heridas el 16 de julio de 1807, cuando todos celebraban la victoria de las tropas de Liniers.
Ese día, Cayetana Juana Agustina María de Santo Domingo Oromí y Lasala, de casi diecinueve años y sobrina del héroe, perdió más que a su tío. Perdió al hombre con el cual iba a casarse (era hija de Agustina, una de las hermanas del marino).
En noviembre, Cayetana ingresó al convento de las Catalinas (actual esquina de Viamonte y San Martín) con el nombre de Sor María del Rosario de la Victoria. Nunca más salió. Se quedó para siempre en Retiro, a pocas cuadras del lugar donde su prometido había caído mortalmente herido.
Fue una de las muertes más lamentadas de las invasiones inglesas, porque se trataba de un verdadero héroe popular, y que había muerto como tal. Un monolito, enfrente de la Plaza General San Martín a la salida del Subte, puesto por la infantería de marina argentina recuerda al primer caído de ese cuerpo militar.
La marina de guerra impuso su nombre en diferentes elementos: un refugio antártico «Teniente Lasala», el buque de desembarco ARA Cándido de Lasala y la Brigada Anfibia de Infantería de Marina «Teniente de Navío Don Cándido de Lasala».